# 마사 켈리
마사 켈리(영어: Martha Kelly, 1976년 4월 1일 ~ )는 미국의 스탠드업 코미디언, 배우이다. FX 코미디 드라마 《배스키츠》(2016-18)에 주연으로 출연했다. 《유포리아》(2022)로 2022년 제74회 프라임타임 에미상 텔레비전 드라마 시리즈 부문 특별출연 여우상 후보에 올랐다.

## 출연 작품

### 영화
- 스파이더맨: 홈커밍 (2017)

### 텔레비전
- 배스키츠 (2016-18, Baskets)
- 유포리아 (2022)